# Kazumi Totaka
Kazumi Totaka (戸高 一生, Totaka Kazumi), né le 23 août 1967 à Tōkyō, est un compositeur et comédien japonais, qui écrit des musiques pour la plupart des jeux majeurs de Nintendo auquel il intègrera la Mélodie de Totaka une série de notes cachée par Kazumi. Il travaillera essentiellement sur Mario Paint et Animal Crossing. Occasionnellement, il double la voix de Yoshi, et d'autres. Il fait aussi partie de l'équipe musicale travaillant sur Super Smash Bros. Brawl. Son label est Epic Records.

## Kéké Laglisse
Le personnage Kéké Laglisse surnommé Kéké dans la série Animal Crossing s'appelle Totakeke (とたけけ) dans la version japonaise. Ce nom pourrait être dérivé de la façon dont se prononce le nom du compositeur au Japon. En effet, le nom de famille se prononce avant le prénom, donnant ainsi Totaka K., proche de Totakeke. Ce dernier serait une caricature animale du compositeur. Ce nom de Totakeke pourrait aussi provenir de Totaka-san, une variation pour prononcer le nom de Totaka. Le nom s'épèlerait alors Totake K..
Lors du concert Mario and Zelda Big Band Live, des fans scandèrent « Totakeke », alors que l'on donnait une guitare à Totaka. Totaka s'assit sur une chaise à la manière de Kéké Laglisse, pendant que Shigeru Miyamoto tenait une image de Kéké Laglisse juste à côté du compositeur.
Le jeu Super Smash Bros. Brawl comporte Kéké Laglisse, chantant dans l'arène Smashville.

## Mélodie de Totaka
La mélodie de Totaka est une courte mélodie de 19 notes qui se répète. Elle est cachée dans la quasi-totalité des jeux sur lesquels il a travaillé comme compositeur. Elle a été découverte en premier lieu dans le jeu Mario Paint, ce qui amena beaucoup de gens à appeler cette mélodie la mélodie de Mario Paint. Les gens pensaient que c'était la première apparition de cette mélodie. Depuis, elle a été trouvée dans le jeu X pour Game Boy, sorti uniquement au Japon, qui précède Mario Paint de quelques mois. Plus tard, elle sera découverte dans plusieurs autres jeux, dont Animal Crossing, Link's Awakening, Yoshi Touch and Go, Virtual Boy Wario Land, Luigi's Mansion, et d'autres encore. La croyance que le son des raquettes dans le mode tennis de Wii Sports forme la mélodie est démystifiée par GameTrailers
. De nos jours, les joueurs cherchent encore activement la mélodie sur quelques jeux dont la musique est composée par Totaka. Les trois jeux les plus suspectés sont Wave Race 64, Wario Land: Super Mario Land 3 et Super Smash Bros. Brawl.

### Apparitions confirmées
La mélodie a été trouvée dans les jeux suivants :
- Animal Crossing (Rengaine de Kéké, K.K.Song en anglais)
- Animal Crossing e-lecteur de cartes (#P15, "Boy," "Who's Dunnit?")
- Animal Crossing: Wild World (Rengaine de Kéké)
- Animal Crossing: Let's Go to the City (Rengaine de Kéké mais également lors du premier voyage en bus vers le centre-ville, on peut entendre l'Amiral siffler ces notes si on attend environ 3 minutes sans appuyer sur le bouton A lorsqu'il dit sa première phrase).
- Animal Crossing: New Leaf (Rengaine de Kéké, K.K. Song en anglais)
- Animal Crossing: New Horizons (Rengaine de Kéké, K.K. Song en anglais)
- Animal Crossing: Happy Home Designer[2]
- Animal Crossing: New Horizons (Rengaine de Kéké, K.K Song en anglais)
- Kaeru no Tame ni Kane wa Naru
- The Legend of Zelda: Link's Awakening / DX / Remake 2019[1],[3]
- Luigi's Mansion[1]
- Mario Paint[1]
- Pikmin 2[4]
- Musique de la "Boutique Nintendo DSi/Wii"[réf. nécessaire]
- Wii Sports
- Super Mario Land 2: 6 Golden Coins
- Virtual Boy Wario Land
- X[1],[5]
- Yoshi's Story[1]
- Yoshi Touch and Go
- Yoshi's New Island
- Pokémon Rouge et Bleu, lorsque le joueur tente d'imprimer[réf. nécessaire]
- Mario Kart 8[6]
- Mario Kart World

La mélodie peut être écoutée sur la page d'accueil du site officiel d'Animal Crossing: New Leaf.